# Кадіська затока
Кадіська затока (ісп. Golfo de Cádiz) — відкрита затока Атлантичного океану вздовж південно-західного берега Піренейського півострова завдовжки 320 км від міста Фару в Португалії до мису Трафальгар в західному кінці Гібралтарської протоки. Омиває береги провінції Уельви і атлантичний берег провінції Кадіс в Іспанії і південний берег португальської провінції Алгарве. Охоплює Кадіську бухту. Глибина до 100 м. Середня температура води на поверхні становить +15 °C. Припливи півдобові, висотою до 3 м.

## Історія
Кадіська затока протягом всієї історії мала особливе значення завдяки відкритому положенню на Атлантиці, входу в Середземне море і численним річкам, що впадають у затоку. Ці характеристики стимулювали створення великого числа портів і розвитку судноплавства, особливо після відкриття Христофором Колумбом Нового Світу. Положення затоки також зробило її місцем багатьох морських битв, найвідоміша з яких є Трафальгарська битва.

## Межі
Кадіська затока розташована у північно-східній частині Атлантичного океану між 34°—37°15′ пн. ш. та 6°—9°45′ зх. д. До неї примикає південь Іберійської та північ Марокканської континентальних окраїн, на захід від Гібралтарської протоки.

## Геологія
Геологічна історія Кадіської затоки тісно пов'язана з тектонічною взаємодією Євразійської та Африканської плит і зумовлена двома основними механізмами:
- Субдукція пов'язана із західним краєм Гібралтарської дуги та утворенням акреційного клину Кадіської затоки[3]. Проте між вченими немає згоди щодо того, якою ця субдукція є сьогодні — активною[2] чи пасивною[4].
- Колізія континентів між Іберією та Африкою. Колізія між Африкою Євразією відбувається зі швидкістю 4 мм на рік у напрямку північний захід — південний схід[5][6]. Деякі вчені вважають, що через цю колізію з часом Кадіська затока може зникнути[2][7].

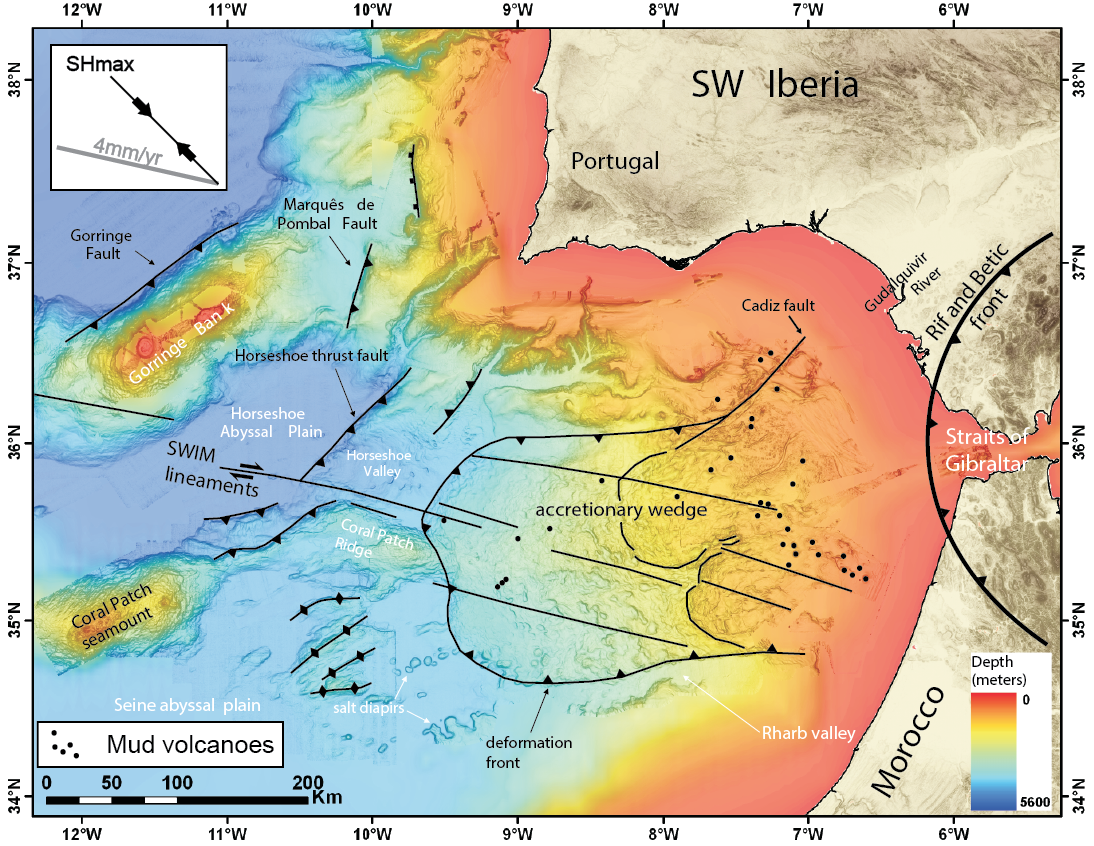
Тектонічна мапа Кадіської затоки

Через зіткнення континентів на дні затоки вельми розповсюджено грязьовий вулканізм і процеси, пов'язані з виходом із вуглеводневозбагачених рідин, мають широке розмаїття хемосинтетичних з'єднань. Акрементальний клин, сформований субдукцією, являє собою велику територію, яка охоплює понад сорок грязьових вулканів (тип холодне просочення) на глибинах від 200 до 4000 м, а також активні метанові просочування було задокументовано в декількох місцях.

## Географія
Берегова лінія Іспанії вздовж всієї затоки слабо порізана, низинна і болотиста. Береги Португалії представлені в основному скелястою береговою смугою, складеною кам'яновугільними сланцями й пісковиками. Головні річки, що впадають й затоку — Гвадіана і Гвадалквівір. У гирлі Гвадалквівір розташовані марші Гвадалквівір.
Основні порти: Віла-Реал-де-Санту-Антоніу, Тавіра, Ольяу, Фару (Португалія), Кадіс, Уельва, Сан-Фернандо (Іспанія). Велика частина затоки вздовж іспанської території входить до складу морського курорту Коста-де-ла-Лус, який має популярність серед віндсерфінгістів. Неподалік від гирла річки Гвадалквівір знаходиться національний парк «Доньяна».